# 노진원
노진원(1970년 4월 21일 ~ )은 대한민국의 연극 배우 겸 영화인이다.

## 학력
- 동국대학교 연극영화학과

## 출연작

### 영화
- 《소년들》 (2023년) - 외삼촌 역
- 《별 볼일 없는 인생》 (2023년) - 미스터 창 역
- 《좀비크러쉬: 헤이리》 (2021년) - 공무신 역
- 《블랙머니》 (2019년) - 노조위원장 역
- 《커피 느와르: 블랙 브라운》 (2017년) - 박 경감 역
- 《밀애》 (2014년) - 성인용품점 역
- 《겨울나비》 (2011년) - 엄광민 역
- 《미녀는 괴로워》 (2006년) - 방송국 AD 역
- 《댄서의 순정》 (2005년) - 양아치 역
- 《까불지마》 (2004년) - 허벅 죄수 역
- 《슈퍼스타 감사용》 (2004년) - 서 대리 역
- 《오! 브라더스》 (2003년) - 응급실 의자 역
- 《첫사랑 사수 궐기대회》 (2003년) - 남진원 1 역
- 《하늘정원》 (2003년) - 감독 1 역
- 《중독》 (2002년) - 택시 운전사 역
- 《섬》 (2000년) - 낚시꾼 2 역
- 《씨어터》 (2000년) - 사시미 역
- 《주유소 습격 사건》 (1999년) - 뺀질남 역
- 《사랑은 지금부터 시작이야》 (1991년) - 원진 역

### 드라마
- 《먹는 존재》(I Eat, Therefore I Am) (2015년, 네이버 TV캐스트) - 박병 상사 역

### 연극
- 라이어 3 (2009년)
- 라이어 2 (2008년)
- 라이어 (2007년)